# Paris 92
Paris 92 ist ein französischer Handballverein aus Issy-les-Moulineaux. Die Damenmannschaft spielt in der höchsten französischen Spielklasse, der Division 1.

## Geschichte
Der Verein wurde im Jahr 1999 unter den Namen Issy-les-Moulineaux Handball gegründet. Nachdem der Verein sich später in Issy Paris Hand umbenannte, tritt der Klub seit der Saison 2018/19 als Paris 92 an.

## Kader der Saison 2025/26
Andreea Ailincăi, Jannela Blonbou, Aminata Cissokho, Julie Foggea, Délia Golvet, Linn Hansson, Coura Kanouté, Candice Maurin, Barbara Moretto, Laugane Pina, Mathilde Plotton, Marie Prouvensier, Léa Serdarevic, Emmanuelle Thobor, Maria Berger Wierzba
Trainer: Naïm Sarni

## Bekannte ehemalige Spielerinnen
- Cléopâtre Darleux (2006–2009)
- Siraba Dembélé (2008–2009)
- Audrey Deroin (2004–2009)
- Marija Jovanović (2014–2016)
- Charlotte Mordal (2010–2014)
- Stine Bredal Oftedal (2013–2017)
- Angélique Spincer (2006–2015)
- Jasna Tošković (2012–2013)

## Erfolge
- Französischer Ligapokalsieger: 2013
- Europapokal der Pokalsieger: 2013 Finalist
- EHF Challenge Cup: 2014 Finalist